# Peter Skov-Jakobsen

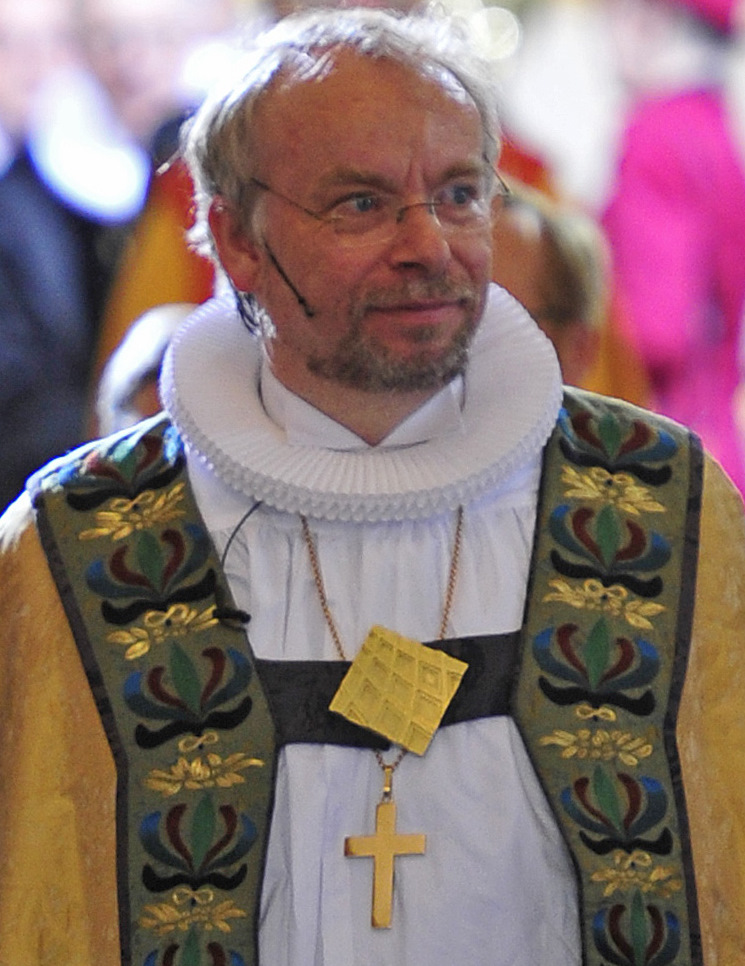
Peter Skov-Jakobsen (2010)

Peter Henrik Skov-Jakobsen (* 22. Februar 1959 in Dalum bei Odense) ist ein dänischer evangelisch-lutherischer Geistlicher, seit 2009 Bischof des Bistums Kopenhagen.

## Leben und Wirken
Nach seinem Abitur im Jahr 1979 in Odense studierte Skov-Jakobsen zunächst Germanistik, ab 1980 Evangelische Theologie an den Universitäten Kopenhagen und Hull. In Hull schloss er sein Studium 1992 mit dem Master of Arts und 1993 in Kopenhagen mit dem cand. theol. ab. Anschließend war er Pfarrer der Seemannskirche in Hull. Ab 1998 war er Pfarrer in der Holmens Kirke und Militärseelsorger. Er begleitete bereits mehrmals Auslandseinsätze des dänischen Militärs.
Am 16. Juli 2009 wurde Skov-Jakobsen zum Bischof des Bistums Kopenhagen gewählt und am 31. August 2009 als Nachfolger von Bischof Erik Norman Svendsen eingeführt. Damit nimmt er in der Dänischen Volkskirche eine leitende Rolle als primus inter pares (erster unter gleichen) zu den anderen dänischen Bischöfen ein.
Skov-Jakobsen nimmt neben seinen Aufgaben im Bistum auch eine Reihe von gesamtkirchlichen Ämtern ein, unter anderem als Vorsitzender der Danske Sømands- og Udlandskirker und als Mitglied in einer Kommission des Kirchenministeriums, die eine Reform der Volkskirche vorbereiten soll. Seit 2013 ist er gemeinsam mit Martin Wharton Vorsitzender der Porvoo-Gemeinschaft. Seit 17. Oktober 2020 ist er der Vorsitzende der Grænseforeningen.
Skov-Jakobsen ist verheiratet und hat zwei erwachsene Töchter.